# 李藻
李藻（?—？），河南祥符人，清朝政治人物。例贡出身。
乾隆九年署，擔任廣東廣州府永安縣知縣（現紫金縣知縣）。后由蔣克昌接任。